# Ван Гален (эсминец, 1929)
Hr. Ms. Van Galen, бортовая литера VG (Его величества Ван Гален) — эсминец флота Нидерландов типа Ван Гален, головной в серии. Назван в честь коммодора Йохана Ван Галена.
Заложен на верфи «Maatschappij voor Scheeps- en Werktuigbouw Fijenoord» в Роттердаме 28 мая 1927 года, спущен на воду 28 июня 1928 года, вступил в строй 22 октября 1929 года.
10 мая 1940 года потоплен германскими бомбардировщиками He-111 в рукаве Ньиве-Ватервег недалеко от Роттердама.
23 октября 1940 года поднят Германией и зачислен в состав Кригсмарине как эсминец (Zerstörer) ZH-3, снят с ремонта в августе 1941 и в октябре 1941 разобран на металл в Хендрик-Идо-Амбахте.